# Hasseldyna
Hasseldyna (Hypoxylon howeanum) är en svampart som beskrevs av Peck 1872. Hasseldyna ingår i släktet Hypoxylon och familjen kolkärnsvampar.  Arten är reproducerande i Sverige. Inga underarter finns listade i Catalogue of Life.

## Bildgalleri

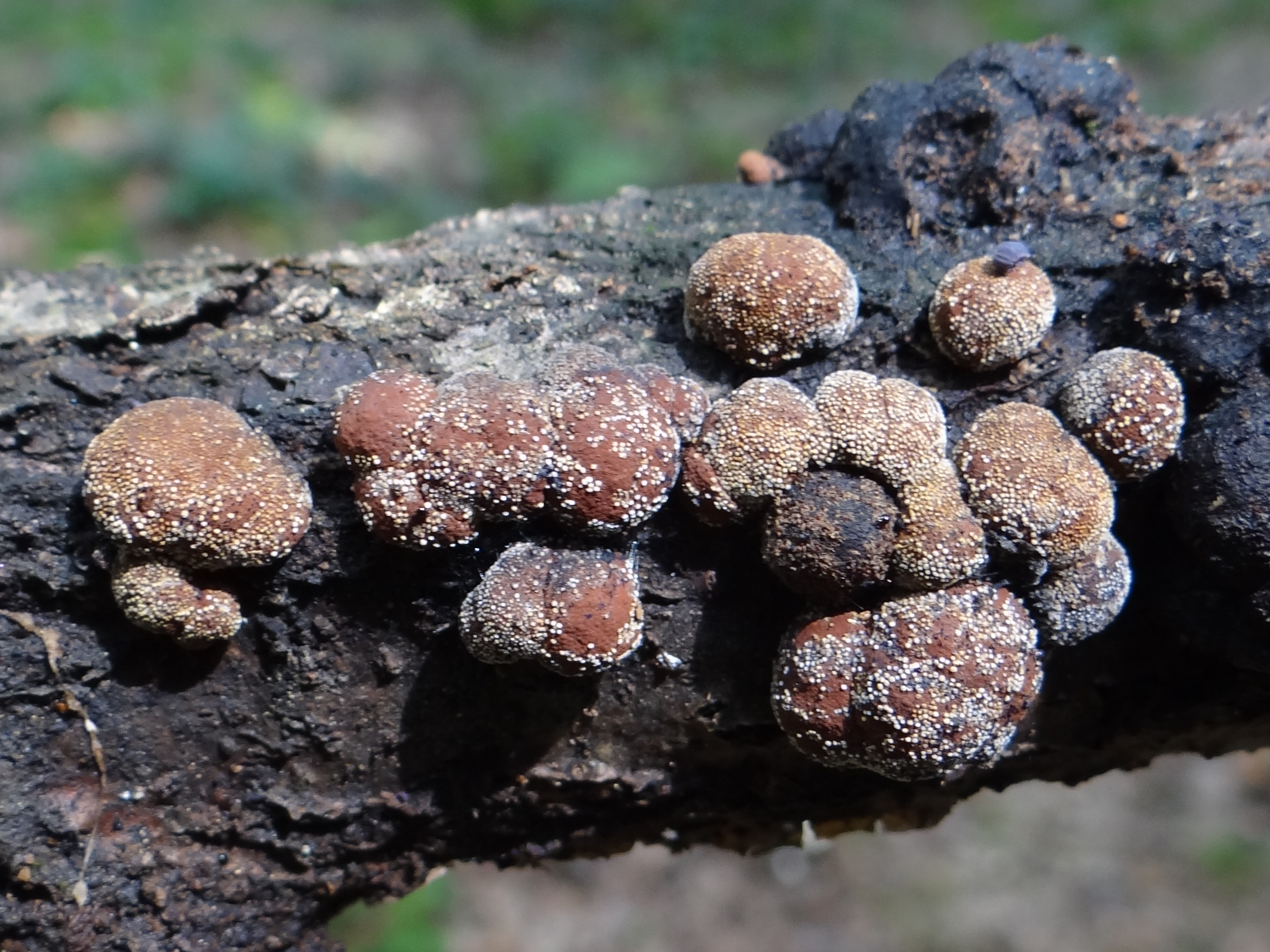